# Solno (województwo warmińsko-mazurskie)
Solno (niem. Zohlen) – wieś w Polsce położona w województwie warmińsko-mazurskim, w powiecie bartoszyckim, w gminie Bartoszyce. W latach 1975–1998 miejscowość administracyjnie należała do województwa olsztyńskiego.

## Historia
W 1889 r. Solno było majątkiem ziemskim, liczącym 649 ha. W 1939 r. we wsi mieszkało 192 osoby. W 1983 r. we wsi było 8 budynków w zwartej zabudowie z 19 mieszkaniami oraz 73 mieszkańcami. W tym czasie wieś posiadała już uliczne oświetlenie elektryczne. W Solnie było w 1983 r. 16 indywidualnych gospodarstw rolnych, uprawiających łącznie 214 ha ziemi, posiadających 152 sztuki bydła (w tym 90 krów mlecznych), 112 świń, 13 koni i 29 owiec. We wsi był punkt biblioteczny i prywatny zakład remontowo-budowlany. W 1998 roku powstała plantacja produkująca sadzonki krzewów i drzew iglastych (początkowo działała na powierzchni 3,5 ha, później powiększyła się do 65 ha) - pierwsze sadzonki sprowadzono z Niemiec.

## Przyroda
W Solnie, w zwartym drzewostanie rośnie wyjątkowe drzewo – to pomnikowa brzoza brodawkowata, najgrubszy znany okaz w kraju, posiadający pojedynczy pień. Obwód drzewa w 2013 roku wynosił 304 cm, natomiast wysokość – 33 m.
W jeziorze występują ryby takie jak: szczupak.